# 포스파티딜이노시톨
포스파티딜이노시톨(영어: phosphatidylinositol, PI)은 오른쪽에 설명된 바와 같이 지질 계열로 구성되며, 여기서 빨간색은 x, 파란색은 y, 검은색은 z이며 독립적인 변형의 맥락에서 포스포글리세라이드의 한 부류이다. 이노시톨 인지질(영어: inositol phospholipid)이라고도 한다. 그러한 분자에서 이노시톨 그룹의 이성질체는 달리 명시되지 않는 한 미오-형태 이성질체로 간주된다. 일반적으로 포스파티딜이노시톨은 진핵세포의 세포막의 세포질 쪽으로 미량으로 발견된다. 인산기는 생리학적 pH에서 분자에 음전하를 부여한다.
이성질체인 뮤코-이노시톨을 포함하는 포스파티딜이노시톨의 형태는 감각 기관의 미각 기능에서 감각 수용체로 작용한다. 이러한 맥락에서 이것은 종종 PtdIns로 언급되지만, 이는 이노시톨의 미오-형태 이성질체를 포함하는 포스파티딜이노시톨과의 어떠한 분자적 차이를 의미하지는 않는다.
포스파티딜이노시톨은 인산화되어 포스파티딜이노시톨 4-인산(PI-4-P, 가까운 맥락에서 또는 비공식적으로 PIP라고도 함), 포스파티딜이노시톨 4,5-이중인산(PIP2) 및 포스파티딜이노시톨 3,4,5-삼중인산(PIP3)을 형성할 수 있다. 포스파티딜이노시톨을 기반으로 하는 모든 지질은 이노시타이드 또는 때때로 포스포이노시타이드로 알려져 있다.

## 생합성
|  |

실험실에서 포스파티딜이노시톨의 합성은 포스파티딜이노시톨 생성효소에 의해 촉매되며 CDP-다이아실글리세롤 및 L-미오-이노시톨을 포함한다.

## 화학
포스파티딜이노시톨은 극성 및 비극성 영역을 가지고 있어서 지질을 양친매성으로 만든다. 포스파티딜이노시톨은 글리세롤 골격, 2개의 비극성 지방산 꼬리, 이노시톨 극성 머리 부분으로 치환된 인산기를 포함하는 글리세로인지질로 분류된다.
포스포이노시타이드의 가장 일반적인 지방산은 SN1 위치의 스테아르산과 SN2 위치의 아라키돈산이다. 포스포이노시타이드의 가수분해는 1몰의 글리세롤, 2몰의 지방산, 1몰의 이노시톨, 이노시톨 고리에 있는 인산의 수에 따라 1, 2 또는 3몰의 인산을 생성한다. 포스포이노시타이드는 가장 산성인 인지질로 간주된다.
감각 뉴런에 사용되는 포스파티딜이노시톨의 특정 지방산과 그 입체 구조는 밝혀지지 않았다.

## 포스포이노시타이드
포스파티딜이노시톨의 인산화된 형태는 포스포이노시타이드(영어: phosphoinositide)라고 불리며 지질 신호전달, 세포 신호전달 및 막 소포 트래피킹에서 중요한 역할을 한다. 이노시톨 고리는 7가지의 다른 조합으로 3번, 4번, 5번의 하이드록실기에서 다양한 키네이스에 의해 인산화될 수 있다. 그러나 2번 및 6번의 하이드록실기는 일반적으로 입체 장애로 인해 인산화되지 않는다.
다음과 같이 포스포이노시타이드의 7가지 변형이 동물에서 발견되었다.
포스파티딜이노시톨 일인산은 다음과 같다.
- 포스파티딜이노시톨 3-인산, PtdIns3P 또는 PI(3)P로도 알려져 있다.
- 포스파티딜이노시톨 4-인산, PtdIns4P 또는 PI(4)P로도 알려져 있다.
- 포스파티딜이노시톨 5-인산, PtdIns5P 또는 PI(5)P로도 알려져 있다.

포스파티딜이노시톨 이중인산은 다음과 같다.
- 포스파티딜이노시톨 3,4-이중인산, PtdIns(3,4)P2 또는 PI(3,4)P2로도 알려져 있다.
- 포스파티딜이노시톨 3,5-이중인산, PtdIns(3,5)P2 또는 PI(3,5)P2로도 알려져 있다.
- 포스파티딜이노시톨 4,5-이중인산, PtdIns(4,5)P2, PI(4,5)P2 또는 간단히 PIP2라고도 한다.

포스파티딜이노시톨 삼중인산은 다음과 같다.
- 포스파티딜이노시톨 3,4,5-삼중인산, PtdIns(3,4,5)P3 또는 PI(3,4,5)P3로도 알려져 있다.

이러한 포스포이노시타이드는 PIP3를 제외하고 식물 세포에서도 발견된다.

## 추가 이미지

막 지질
포스파티딜이노시톨
이노시톨
글리세롤

## 같이 보기
- 포스파티딜이노시톨 3-키네이스
- 이노시톨 인산
- 포스파티딜이노시톨 3-인산
- 포스파티딜이노시톨 4-인산
- 포스파티딜이노시톨 5-인산
- 포스파티딜이노시톨 3,4-이중인산
- 포스파티딜이노시톨 3,5-이중인산
- 포스파티딜이노시톨 4,5-이중인산
- 이노시톨 1,4,5-삼중인산
- 포스파티딜이노시톨 3,4,5-삼중인산
- 이노시톨 오중인산
- 이노시톨 육중인산
- 이노시톨 삼중인산 수용체